# Джонстон, Габриель
Габриель Джонстон (англ. Gabriel Johnston; 1699 — 17 июля 1752) — британский колониальный чиновник, 6-й губернатор коронной колонии Северная Каролина, который прослужил на этом посту 18 лет, дольше всех остальных губернаторов. Он занимал пост в годы Якобитского восстания в Англии, и способствовал миграции шотландских горцев в Северную Каролину.

## Ранние годы
Джонстон родился в шотландском городке Саусдин, в регионе Скоттиш-Бордерс, и был крещён 28 февраля 1698 года. Он был сыном преподобного Самуэля Джонстон и Исобел Холл. Его отец был священником Шотландской церкви и служил в Саусдине, а потом в Данди. В юности Джонстон изучал греческий язык и философию в Эдинбургском университете (1711 - 1717), а в 1717 году поступил в Сент-Эндрюсский университет. Он окончил его в 1720 году, получив звание мастера искусств. В 1721 году он начал изучать медицину в Лейденском университете, но уже через месяц стал пытаться получить разрешение на преподавание иврита в Сент-Эндрюсе. В 1722 году он получил королевское согласие и снова вернулся в университет. В 1727 году он оставил университет и переехал в Лондон, где, по собственным словам, поселился в усадьбе графа Уилмингтона и прожил там семь лет. Некоторое время он писал статьи на политические темы для журнала Craftsman.

## Губернатор Северной Каролины
27 марта 1733 года Джонстон был назначен коронным губернатором провинции Северная Каролина и в августе того же года принёс присягу в Лондоне. 27 октября 1734 года он прибыл в северокаролинский Брунсвик. Население, недовольное прежним губернатором Джорджем Бёррингтоном, хорошо встретило Джонстона, но вскоре между губернатором и северокоролинцами начались разногласия. Главными проблемами стали конфликты между Севером и Югом колонии, земельные споры и нежелание землевладельцев платить дополнительный сбор за землю, известный как Quitrents. Из этих сборов выплачивалась зарплата чиновников и самого губернатора, поэтому эта проблема была для Джонстона особенно болезненна.
На момент прибытия Джонстона в колонии шла борьба за экономическое и политическое первенство между городами Брунсвик и Ньютон. Джонстон выбрал Ньютон и разместил там свою администрацию, чем вызвал недовольство жителей Брунсвика и особенно клана Мур. В марте 1735 года Ньютон запросил Ассамблею Северной Каролины присвоить ему статус города, а в качестве комплимента губернатору попросил присвоить городу название Уилмингтон, в честь графа Уилмингтона, известного друга и покровителя Джонстона. Ассамблея утвердила решение Уилмингтонским биллем, которое Джонстон подписал.
Несмотря на трения с населением и отсутствие помощи из Лондона, Джонстон смог осуществить много реформ. При нём в колонию была доставлена первая печатная машина и была издана первая газета. Законы колонии были упорядочены и напечатаны. На побережья было начато строительство фортов на случай набегов испанцев. Колония постепенно продвигалась на запад, и формировались новые округа. На своей плантации в Бромптоне (округ Бладен) губернатор ввёл новый сельскохозяйственные технологии. Он пытался создать систему бесплатных школ и призывал англиканскую церковь активнее работать в колонии, хотя и не преуспел в этом направлении.

## Наследие
Изображений Джонстона не сохранилось. Его именем в 1746 году был назван округ Джонстон, а в 1745 году в его честь назвали форт Джонстон.